# Стеллеров баклан
Стеллеров баклан, или очковый баклан, или Палласов баклан (лат. Urile perspicillatus) — истреблённый людьми вид птиц из семейства баклановых, обитавший на Командорских островах (острове Беринга и Арий Камень в Беринговом море). Ранее классифицировался в роде Phalacrocorax. Русское название вида дано в честь немецкого естествоиспытателя Георга Стеллера (1709—1746), впервые открывшего этот вид птиц.

## Описание

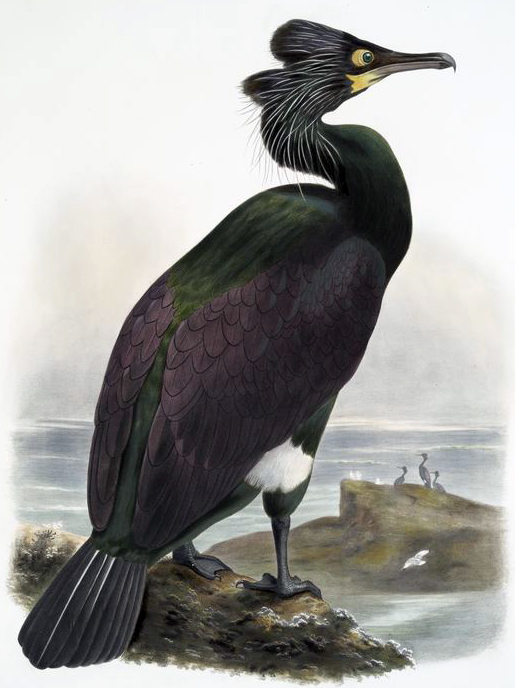
Иллюстрация Йозефа Вольфа

Один из самых крупных бакланов: длина тела — до 96 см. Масса птиц, по описанию Стеллера, составляла 5,44—6,35 кг. Размеры птиц, без определённой половой принадлежности, на основании чучел из музеев Санкт-Петербурга, Лондона, Лейдена и Хельсинки: длина крыла 351—364 мм, в среднем 357 мм; длина хвоста 169—229 мм, в среднем — 206 мм; длина клюва 74—95 мм, в среднем 85 мм; длина цевки 68—76 мм, в среднем 72 мм.
Общая окраска оперения взрослых птиц в брачном наряде чёрного цвета с выраженным металлическим блеском различных оттенков. Задняя часть головы и верхняя часть шеи имели фиолетовый отлив, который ниже по шее переходил в тёмный голубовато-зелёный отлив. Основание шеи, область между лопатками и грудь имели бронзово-зелёный оттенок. Остальные части туловища были с зеленовато-синим отливом, кроме крупных треугольных пятен белого цвета по бокам поясницы и на бёдрах, образованных редкими длинными перьями. Плечевые и верхние кроющие перья крыльев отличались узкими чёрными каёмками и пурпурно-фиолетовым блеском. Первостепенные маховые (10 штук, не считая рудиментарного) и нижние кроющие перья крыла были чёрного цвета с буроватым отливом. Второстепенные маховые перья чёрного цвета, с различной степенью выраженным пурпурно-фиолетовым блеском. Рулевые перья имели чёрный окрас. На задней части лба и темени располагался направленный назад хохолок длиной 7,5 см и шириной до 5 см, образованный расширенными чёрными перьями с пурпурно-фиолетовым, реже — зеленоватым, отблеском по своим краям. Второй хохолок был веерообразным, более узким в основании. Его длина составляла до 5 см, а ширина 6,5 см. Он был образован широкими чёрными перьями, имеющими зеленовато-пурпурным оттенок по краям. Этот хохолок располагался на границе между затылком и шеей.
Рулевые перья в количестве 12 штук. Хвост имел форму пальмовой ветви, был суженным у основания. Крылья были укороченными, но развитыми в большей степени, чем у галапагосского нелетающего баклана.
На голове и по бокам верхней части шеи располагались отдельные нитевидные перья белого цвета. Они были короткими, длиной около 2,5 см или несколько длиннее на лбу и более длинными, около 5—7,5 см, на шее. Помимо этого имелись короткие белые кистевидные пёрышки. Передняя часть лба, окологлазничное пространство, подбородок и верхняя часть горла были целиком голыми, красного и лазурного цвета. Вокруг глаз располагалось широкое светлое кожистое кольцо бледно-жёлтого цвета — «очки».
Клюв чёрного цвета, у основания и по краям — рогового цвета, а на конце — беловато-розовый. Ноги чёрного цвета. Когти тёмно-рогового цвета.
Согласно описанию Стеллера, самки отличались от самцов несколько меньшим размером, отсутствием хохолков и «очков» вокруг глаз.
Прочие наряды (зимний, гнездовой, ювенильный) не были описаны.

## Распространение

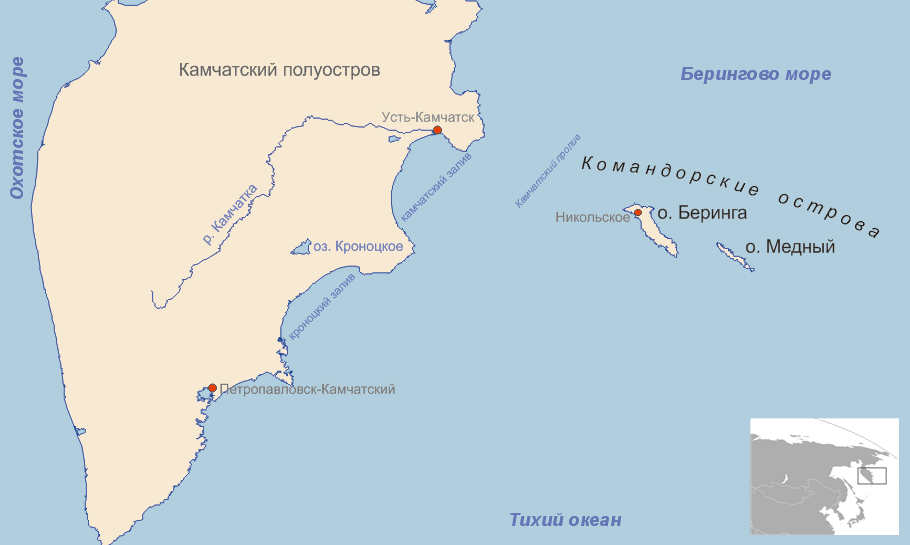
Командорские острова

Вид считается эндемиком Командорских островов — архипелага из четырёх островов в юго-западной части Берингова моря Тихого океана, в 200 км к востоку от полуострова Камчатка, от которого он отделён Камчатским проливом.
Известно о достоверном обитании стеллерова баклана на острове Беринга и на острове Арий Камень. Данные об обитании вида на соседнем острове Медный не подтверждены. Предположение о распространении вида на камчатском побережье, основывающееся на информации из трудов Петера Симона Палласа и Отто Коцебу является маловероятным, поскольку описание вида отсутствует в основных монографиях того времени, посвящённых Камчатке. Помимо этого, Стеллер (1781) указывал, что никогда не наблюдал этих птиц на Камчатке.
По мнению Штейнегера (1889) баклан мог в прошлом населять также и Алеутские острова, но вымер на них из-за вулканической деятельности с частыми извержениями. Информация о находке единичной кости (пряжки) данного вида на острове Амчитка при проведении раскопок алеутской стоянки возрастом около 2 тысяч лет не подтвердилась: впоследствии при повторной идентификации она была определена, как относящаяся к ушастому баклану (Nannopterum auritus cincinatus).

## Образ жизни
Особенности биологии стеллерова баклана остались практически не изученными. Птицы вели оседлый образ жизни. Вероятно, стеллеровы бакланы населяли и гнездились в основном на прибрежных островках и скалах, недоступных для песцов — единственного аборигенного вида млекопитающих на Командорских островах.
Бакланы были медлительны и, по-видимому, летали очень плохо или вовсе не умели летать, поэтому предпочитали спасаться в воде. Питались исключительно рыбой. Описание гнёзд и кладок отсутствует.

## Открытие вида и его вымирание
Вид был впервые обнаружен в 1741 году в ходе Второй камчатской экспедиции Витуса Беринга во время зимовки на острове Беринга. Впоследствии он был подробно описан натуралистом Георгом Стеллером. В то время бакланы были многочисленны и встречались на острове большими стаями. В 1826 году вместе с появлением на архипелаге постоянного населения, поселенцами началось истребление взрослых птиц, промысел их птенцов и яиц. В результате этого баклан вымер на архипелаге к 1852 году. Несколько птиц сумели перебраться на соседний остров, но также были истреблены в 1852 году. Таким образом, главной причиной исчезновения стеллерова баклана считается истребление его человеком. Сведения о том, что пару бакланов видели в 1912 году, документально не подтверждены. В музеях мира сохранилось только 6 чучел этого вида.